# Makuntima Kisombe
Makuntima Kisombe (ur. 10 października 1992) – piłkarz kongijski grający na pozycji pomocnika. Jest zawodnikiem klubu DC Motema Pembe.

## Kariera klubowa
Kisombe jest zawodnikiem klubu DC Motema Pembe.

## Kariera reprezentacyjna
W 2013 roku Kisombe został powołany do reprezentacji Demokratycznej Republiki Konga na Puchar Narodów Afryki 2013.